# Stazione di Cristoforo Colombo
La stazione di Cristoforo Colombo, nota anche come Ostia Cristoforo Colombo, è una stazione ferroviaria di Roma, capolinea meridionale della ferrovia Roma-Lido, posta nella zona di Castel Fusano, parte della frazione Lido di Ostia, nel territorio del X Municipio. Situata a poca distanza dallo sbocco finale di via Cristoforo Colombo, dalla quale prende il nome, si tratta della stazione della linea più vicina al mare.

## Storia
La stazione entrò in esercizio il 20 giugno 1959 con il prolungamento della ferrovia che in precedenza terminava alla stazione di Castel Fusano.

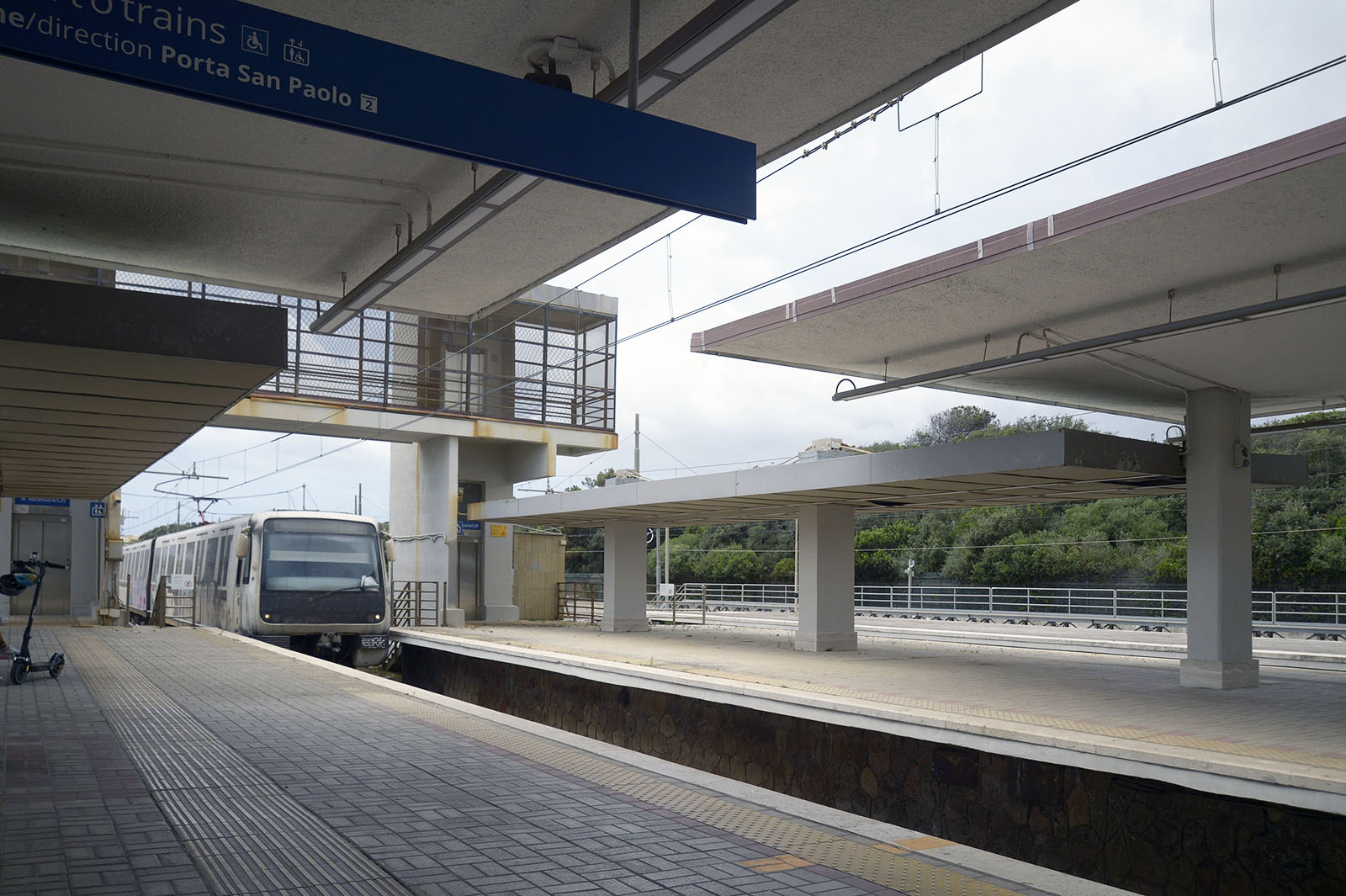
La stazione Cristoforo Colombo

A partire da settembre 2021 fino al 31 dicembre 2021, per far fronte alla carenza di treni, la ferrovia è stata limitata, prima nei giorni feriali e poi nei soli giorni infrasettimanali, alla stazione di Lido Centro, provocando la chiusura in queste giornate delle stazioni di Stella Polare, Castel Fusano e Cristoforo Colombo, collegate a Lido Centro attraverso bus sostitutivi.

## Strutture e impianti
La stazione dispone di un fabbricato viaggiatori simile, nelle sue caratteristiche, a quelli di Castel Fusano e Stella Polare, presso il quale ha sede anche la dirigenza del movimento, più altri fabbricati minori di servizio per il personale ferroviario. È dotata di quattro binari, di cui uno tronco per il ricovero dei mezzi e i rimanenti tre di circolazione, con banchine e pensiline. Il sistema di binari viene controllato e comandato da un apparato centrale elettrico a itinerari (ACEI).

## Servizi
La stazione dispone di:
- Ascensori
- Bagni pubblici
- Bar
- Emettitrice automatica biglietti (MEB)
- Videosorveglianza

## Interscambi
La stazione permette i seguenti interscambi:
- Fermata autobus urbani (linee ATAC e Roma TPL) e interurbani (linea Troiani 261)